# لاله‌دشت
لاله‌دشت، روستایی است از توابع بخش کوچصفهان شهرستان رشت در استان گیلان ایران.

## جمعیت
این روستا در دهستان بلسبنه قرار دارد و براساس سرشماری مرکز آمار ایران در سال ۱۳۸۵، جمعیت آن ۷۳۸ نفر (۲۰۹خانوار) بوده‌است.